# Droga I/66 (Słowacja)
Droga I/66 (słow. Cesta I/66) – droga krajowa I kategorii na Słowacji biegnąca od położonego w środkowej części kraju miasta Zwoleń na południe do leżącego przy granicy z Węgrami miasteczka Šahy. W przyszłości jedno-jezdniowa arteria - na odcinku między Zvolenem a Węgrami - zostanie zastąpiona nowoczesną drogą ekspresową R3. Południowy odcinek trasy jest częścią trasy europejskiej E77.
W latach 70. i 80. XX wieku droga stanowiła część trasy międzynarodowej T7, łączącej Kraków z Budapesztem.